# Cremastus angustus
Cremastus angustus är en stekelart som beskrevs av Dasch 1979. Cremastus angustus ingår i släktet Cremastus och familjen brokparasitsteklar. Inga underarter finns listade i Catalogue of Life.